# Кипчак-Аскаровська сільська рада
Кипча́к-Аска́ровська сільська рада (рос. Кипчак-Аскаровский сельский совет) — муніципальне утворення у складі Альшеєвського району Башкортостану, Росія. Адміністративний центр — село Кипчак-Аскарово.

## Населення
Населення — 837 осіб (2019, 1012 в 2010, 1179 в 2002).

## Склад
До складу поселення входять такі населені пункти:
| Населений пункт        | Населення, осіб (2002) | Населення, осіб (2010) |
| ---------------------- | ---------------------- | ---------------------- |
| Кипчак-Аскарово, село  | 748                    | 656                    |
| Новий Кипчак, присілок | 196                    | 148                    |
| Отрада, село           | 234                    | 208                    |